# Maratea
Maratea je italské městečko v provincii Potenza v oblasti Basilicata.
Samotné město Maratea leží zhruba kilometr od pobřeží pod svahem San Biagio. Jde o jediné město v Basilicatě, které leží na pobřeží Tyrhénského moře. Zdejší hory dosahují výše i přes 1 000 m n. m. a vzhledem k tomu, že město leží prakticky na úrovni moře, hory zde vypadají úchvatně. Nad městem se nalézá jeho symbol – socha Ježíše Krista, která je třetí největší svého druhu v Evropě.
Maratea je častým cílem turistů, kteří navštěvují zdejší kraj. U Maratey je překrásné pobřeží, plné skal a jeskyní. Místo je často vyhledáváno šnorchlaři a potápěči.

## Galerie

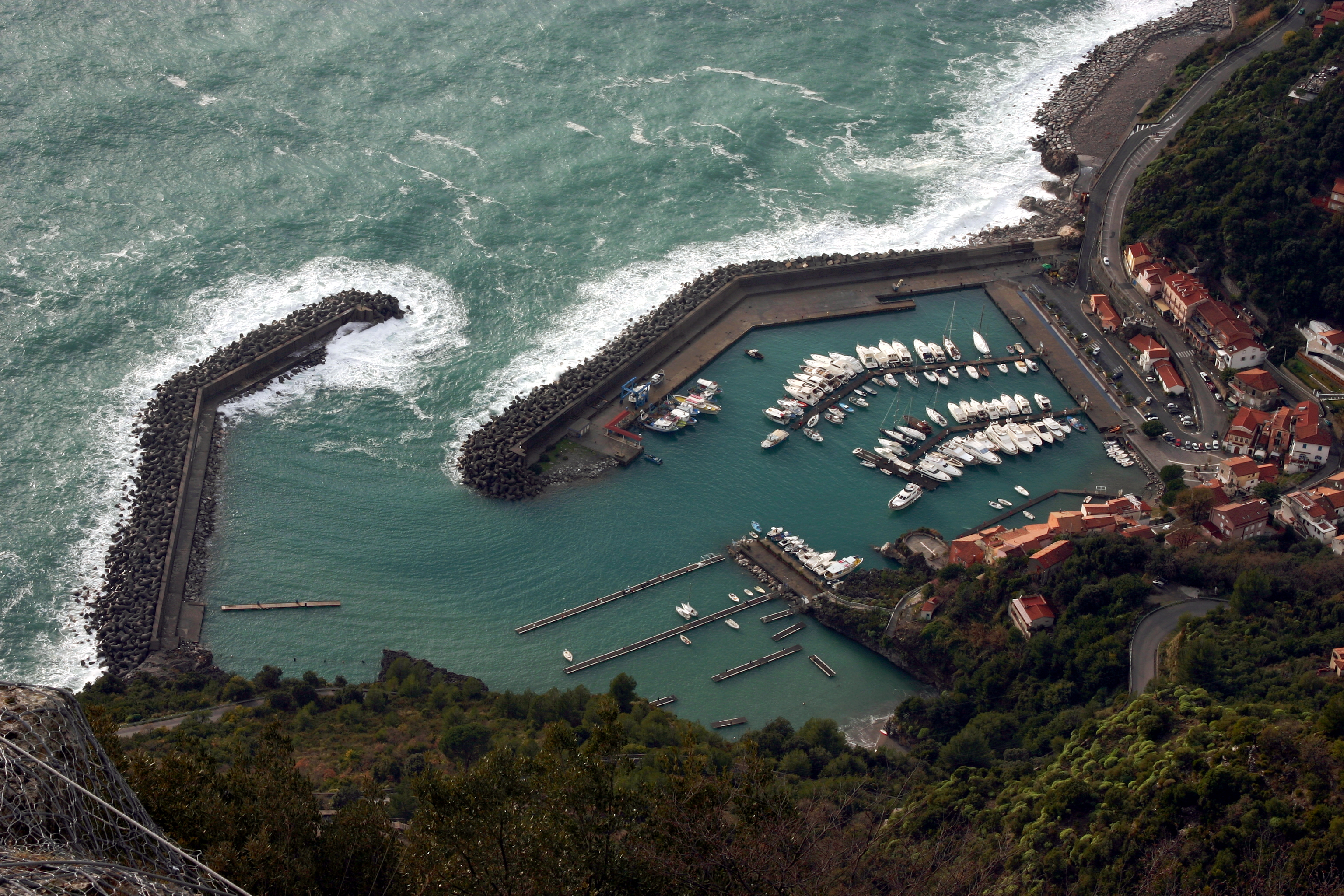
Pohled od Kristovy sochy